# 千熊長彦
千熊長彦（ちくまながひこ、生没年不詳）は、『日本書紀』に伝わる古代日本の人物。
神功皇后（第14代仲哀天皇皇后）の時に対百済・新羅外交にあたったとされる人物である。『古事記』に記載はない。

## 系譜
『日本書紀』神功皇后47年4月条の分注では、千熊長彦は氏の名がわからない人物であるとしたうえで、一説に武蔵国の人物で額田部槻本首（つきもとのおびと）らの祖とされる。
同じ分注では、『百済記』（百済三書の1つ）に見える「職麻那那加比跪（ちくまななかひこ）」と同一人物か、とも記されている。これに関しては、書紀編纂者が『百済記』によって「チクマナナカヒコ」という人物の存在を知り、これに日本風の文字をあてて主文を創出したとする説がある一方、日本側・百済側の両方に同種資料があったとする説もある。
仁藤敦史は、職麻那那加比跪を「しまななかひこ」とし、斯麻宿禰と同一人物であると主張した。

## 記録
『日本書紀』によれば、神功皇后47年4月に百済使・新羅使が貢物を持って来朝したが、百済使は途中で新羅に貢物を奪われたと言上したため、千熊長彦は新羅に派遣され貢物を乱したことについて新羅を責めたという。
神功皇后49年3月には、荒田別・鹿我別を将軍とする征討軍が新羅に派遣されたが、この時に千熊長彦は百済王（百済第14代近肖古王）とともに百済の辟支山（全羅北道金堤の古名）・古沙山（全羅北道古阜の古名）に登り、百済王はそこで千熊長彦に朝貢を誓った。そして百済王は千熊長彦を百済の都でもてなし、さらに久氐（くて/くてい）らを副えて送らせ、一行は神功皇后50年5月に帰国したという。
神功皇后51年には、久氐らを送り届けるため千熊長彦は再び百済に派遣された。そして神功皇后52年9月10日、再び千熊長彦は久氐らとともに帰国し、この時に久氐らは七枝刀1口（石上神宮七支刀か）・七子鏡1面（詳細不明）などを献上したという。